# Хот, Субхаш
Субхаш Хот (Subhash Khot; род. 10 июня 1978, Ичокарейнджи (англ. Ichalkaranji), Индия) — индийско-американский математик и информатик, специалист по теории сложности вычислений. Член Лондонского королевского общества (2017), профессор Курантовского института математических наук Нью-Йоркского университета.
Окончил ИИТ Бомбей (бакалавр информатики, 1999). В Принстонском университете получил степени магистра (2001) и доктора философии (2003) по информатике, занимался там для этого в 1999—2003 годах на кафедре информатики под началом профессора Санджив Арора. В 2003—2004 годах — в математической школе Института перспективных исследований. В 2004—2007 годах — ассистент-профессор Технологического института Джорджии. В 2007—2011 годах — ассоциированный профессор Нью-Йоркского университета. В 2011—2013 годах — по приглашению в Чикагском университете. Ныне профессор (Silver Professor) Курантовского института математических наук Нью-Йоркского университета.

## Награды и отличия
- Microsoft New Faculty Fellowship (2005)
- IBM Pat Goldberg Memorial Best Paper Prize (2005)
- SIAM[англ.] Outstanding Paper (2008)
- Премия Алана Уотермана, Национальный научный фонд США (2010)
- Invited talk at the International Congress of Mathematicians[англ.] (2010)
- Премия Неванлинны, Международный математический союз (2014)
- Simons Foundation[англ.] Investigator (2015)
- Стипендия Мак-Артура (2016)[3][4]
- NSF CAREER award[англ.]
- Стипендия Слоуна